# Janne Moilanen
Janne Moilanen (Mikkeli, 24 giugno 1978) è un ex calciatore finlandese, di ruolo centrocampista.

## Carriera

### Club
Moilanen giocò con la maglia dello MP, prima di passare al KTP. Seguirono esperienze con Jokerit e KuPS, prima di un biennio all'Allianssi. Nel 2005, si trasferì agli svedesi del Trollhättan, dove rimase per due stagioni.
Nel 2007, tornò in Finlandia per giocare nel Lahti. Vi rimase fino al 2010, fatta eccezione per una parentesi in prestito allo Hämeenlinna. Nel 2011 tornò allo MP, dove chiuse la carriera.